# Elezioni generali in Turchia del 2018
Le elezioni generali in Turchia del 2018 si sono tenute il 24 giugno per l'elezione del presidente della repubblica e dei 600 parlamentari della Grande Assemblea Nazionale Turca; inizialmente fissate per il 3 novembre 2019, sono state anticipate dal presidente in carica Recep Tayyip Erdoğan.
Si è trattato delle prime elezioni dopo la riforma costituzionale approvata dal referendum costituzionale del 2017 che prevede tra le altre cose l'aumento del numero dei parlamentari (da 550 a 600), il passaggio da repubblica parlamentare a presidenziale e quindi l'aumento dei poteri del presidente (che diventa capo del governo) e la limitazione dei poteri legislativi della Grande Assemblea Nazionale Turca.

## Contesto

### Elezioni presidenziali

#### Sistema elettorale
Il sistema elettorale per le presidenziali prevede due turni.
Al primo turno partecipano tutti i candidati che abbiano ottenuto il sostegno di almeno 20 dei 550 parlamentari o almeno 100.000 firme nei giorni che vanno dal 4 al 9 maggio, tra questi è eletto presidente colui il quale abbia ottenuto almeno il 50%+1 dei voti validi.
Nel caso nessuno riesca ad ottenere il 50%+1 dei voti validi, è previsto un secondo turno al quale partecipano i due candidati che hanno ottenuto più voti al primo turno, tra questi è eletto presidente il più votato.

#### Candidati
In ordine di apparizione sulla scheda elettorale:
| Candidati | Candidati | Candidati            | Partito                                        | Note                                      |
| --------- | --------- | -------------------- | ---------------------------------------------- | ----------------------------------------- |
|           |           | Muharrem İnce        | Partito Popolare Repubblicano (CHP)            | Parlamentare                              |
|           |           | Meral Akşener        | Buon Partito (İYİ)                             | A seguito della raccolta di 255.582 firme |
|           |           | Recep Tayyip Erdoğan | Partito della Giustizia e dello Sviluppo (AKP) | Parlamentare                              |
|           |           | Selahattin Demirtaş  | Partito Democratico dei Popoli (HDP)           | Parlamentare; attualmente in carcere      |
|           |           | Temel Karamollaoğlu  | Partito della Felicità (SP)                    | A seguito della raccolta di 167.967 firme |
|           |           | Doğu Perinçek        | Partito Patriottico (VP)                       | A seguito della raccolta di 118.575 firme |

#### Raccolta firme
I candidati che hanno tentato di raccogliere le 100.000 firme necessarie per la nomina a candidato presidenziale dal 4 al 9 maggio sono stati i seguenti:
- Meral Akşener, Leader del Partito İyi
- Temel Karamollaoğlu, Leader del Partito della Felicità
- Doğu Perinçek, Leader del Partito Patriottico
- Vecdet Öz, Leader del Partito della Giustizia

I risultati della raccolta firme sono stati questi:
| Partiti | Partiti | Candidati           | Firme per giorno | Firme per giorno | Firme per giorno | Firme per giorno | Firme per giorno | Firme per giorno | Risultati    |
| Partiti | Partiti | Candidati           | 4 maggio         | 5 maggio         | 6 maggio         | 7 maggio         | 8 maggio         | 9 maggio         | Risultati    |
| ------- | ------- | ------------------- | ---------------- | ---------------- | ---------------- | ---------------- | ---------------- | ---------------- | ------------ |
|         | İYİ     | Meral Akşener       | 127.850          | 173.569          | 207.142          | 232.744          | 246.684          | 255.582          | Nominata     |
|         | SP      | Temel Karamollaoğlu | 44.959           | 95,168           | 135.945          | 150.134          | 160.680          | 167.967          | Nominato     |
|         | VP      | Doğu Perinçek       | 14.555           | 26.845           | 45.026           | 65.433           | 93.919           | 118.575          | Nominato     |
|         | AP      | Vecdet Öz           | 231              | 706              | 1.256            | 2.015            | 2.505            | 3.030            | NON Nominato |
| Totale  | Totale  | Totale              | 187.595          | 296.288          | 389.369          | 450.426          | 503.788          | 545.154          |              |

#### Sondaggi
Primo turno
| Data                     | Casa Sondaggistica | Campione   | Erdoğan        | İnce                                         | Akşener                                      | Demirtaş                                     | Karamollaoğlu                                | Perinçek                                     | Vantaggio 1° su 2°                           | Vantaggio 2° su 3°                           |                                              |                                              |                                              |
| ------------------------ | ------------------ | ---------- | -------------- | -------------------------------------------- | -------------------------------------------- | -------------------------------------------- | -------------------------------------------- | -------------------------------------------- | -------------------------------------------- | -------------------------------------------- | -------------------------------------------- | -------------------------------------------- | -------------------------------------------- |
| Data                     | Casa Sondaggistica | Campione   | 14 giugno 2018 | Stop alla possibilità di pubblicare sondaggi | Stop alla possibilità di pubblicare sondaggi | Stop alla possibilità di pubblicare sondaggi | Stop alla possibilità di pubblicare sondaggi | Stop alla possibilità di pubblicare sondaggi | Stop alla possibilità di pubblicare sondaggi | Stop alla possibilità di pubblicare sondaggi | Stop alla possibilità di pubblicare sondaggi | Stop alla possibilità di pubblicare sondaggi | Stop alla possibilità di pubblicare sondaggi |
| 13 giugno 2018           | Plus Mayak         | –          | 45,8           | 28,9                                         | 13,1                                         | 10,2                                         | 1,8                                          | 0,2                                          | 16.9                                         | 15.8                                         |                                              |                                              |                                              |
| 13 giugno 2018           | AKAM               | 2.460      | 44.5           | 29.0                                         | 14,5                                         | 9,3                                          | 2,5                                          | 0,2                                          | 15.5                                         | 15.5                                         |                                              |                                              |                                              |
| 6–13 giugno 2018         | REMRES             | 5.674      | 43.6           | 29.5                                         | 12,3                                         | 11,4                                         | 3,0                                          | 0,2                                          | 14.1                                         | 17.2                                         |                                              |                                              |                                              |
| 11 giugno 2018           | CHP                | –          | 45,6           | 32,2                                         | 8,2                                          | 10,7                                         | 3,1                                          | 0,2                                          | 13,4                                         | 24,0                                         |                                              |                                              |                                              |
| 1–6 giugno 2018          | MAK                | 5.400      | 51,5           | 24,4                                         | 12,5                                         | 8,8                                          | 2,2                                          | 0,6                                          | 27,1                                         | 11,9                                         |                                              |                                              |                                              |
| 29 maggio–3 giugno 2018  | SONAR              | 3.000      | 48,3           | 31,4                                         | 9,5                                          | 8,2                                          | 2,1                                          | 0,5                                          | 16,9                                         | 21,9                                         |                                              |                                              |                                              |
| 28 maggio–3 giugno 2018  | REMRES             | 4.482      | 41,7           | 26,1                                         | 16,7                                         | 11,4                                         | 3,9                                          | 0,2                                          | 15,6                                         | 9,4                                          |                                              |                                              |                                              |
| 28 maggio–1 giugno 2018  | ORC                | 3.410      | 53,4           | 23,8                                         | 11,5                                         | 8,7                                          | 2,1                                          | 0,5                                          | 29,6                                         | 12,3                                         |                                              |                                              |                                              |
| 26–31 maggio 2018        | PİAR               | 2.620      | 39,7           | 26,0                                         | 21,2                                         | 11,1                                         | 1,8                                          | 0,1                                          | 13,7                                         | 5,2                                          |                                              |                                              |                                              |
| 25–26 maggio 2018        | Gezici             | 6.811      | 48,7           | 25,8                                         | 14,4                                         | 10,1                                         | 0,6                                          | 0,4                                          | 22,9                                         | 11,4                                         |                                              |                                              |                                              |
| 1–28 maggio 2018         | Konsensus          | 2.000      | 47,9           | 26,8                                         | 14,8                                         | 9,7                                          | 0,7                                          | 0,1                                          | 21,1                                         | 12,0                                         |                                              |                                              |                                              |
| 22–23 maggio 2018        | Mediar             | 4.268      | 43,5           | 22,2                                         | 19,3                                         | 12,8                                         | 1,6                                          | 0,6                                          | 21,3                                         | 2,9                                          |                                              |                                              |                                              |
| 17–23 maggio 2018        | REMRES             | 4.276      | 42,2           | 24,6                                         | 16,9                                         | 12,3                                         | 3,8                                          | 0,2                                          | 17,6                                         | 7,7                                          |                                              |                                              |                                              |
| 13–20 maggio 2018        | MAK                | 5.000      | 51,4           | 23,9                                         | 12,3                                         | 9,6                                          | 2,2                                          | 0,6                                          | 27,5                                         | 11,6                                         |                                              |                                              |                                              |
| 7–17 maggio 2018         | SONAR              | 3.000      | 42,0           | 21,9                                         | 21,0                                         | 11,0                                         | 2,1                                          | 2,0                                          | 20,1                                         | 0,9                                          |                                              |                                              |                                              |
| 25 aprile–13 maggio 2018 | Politic's          | 2.650      | 52,2           | 25,5                                         | 12,3                                         | 8,5                                          | 1,1                                          | 0,4                                          | 26,7                                         | 13,2                                         |                                              |                                              |                                              |
| 6–9 maggio 2018          | REMRES             | 3.653      | 42,1           | 24,1                                         | 17,1                                         | 12,6                                         | 3,9                                          | 0,2                                          | 18,0                                         | 7,0                                          |                                              |                                              |                                              |
| 10 agosto 2014           | Elezioni           | 40.571.495 | 51,7 Erdoğan   | 38,6 İhsanoğlu                               |                                              | 9,8 Demirtaş                                 |                                              |                                              | 13,1                                         | 26,8                                         |                                              |                                              |                                              |

Secondo turno
- Erdoğan vs. Akşener

| Data               | Casa sondaggistica | Campione | Erdoğan           | Akşener | Vantaggio |       |      |      |     |
| ------------------ | ------------------ | -------- | ----------------- | ------- | --------- | ----- | ---- | ---- | --- |
| Data               | Casa sondaggistica | Campione | 17–23 maggio 2018 | REMRES  | Vantaggio | 4.276 | 51,2 | 48,8 | 2,4 |
| 6–9 maggio 2018    | REMRES             | 3.653    | 50,8              | 49,2    | 1,6       |       |      |      |     |
| 2 maggio 2018      | REMRES             | 2.586    | 50,1              | 49,9    | 0,2       |       |      |      |     |
| 1 maggio 2018      | PİAR               | –        | 49,5              | 50,5    | 1,0       |       |      |      |     |
| 24–25 aprile 2018  | Konsensus          | 1.000    | 52,4              | 47,6    | 4,8       |       |      |      |     |
| 14–15 aprile 2018  | Gezici             | 3.864    | 52,2              | 47,8    | 4,4       |       |      |      |     |
| 22–26 marzo 2018   | ORC                | 5.620    | 59,6              | 40,4    | 19,2      |       |      |      |     |
| 6–18 marzo 2018    | PİAR               | 5.620    | 50,5              | 49,5    | 1,0       |       |      |      |     |
| 2–17 dicembre 2017 | Gezici             | 4.238    | 51,4              | 48,6    | 2.8       |       |      |      |     |

- Erdoğan vs. İnce

| Data              | Casa sondaggistica | Campione | Erdoğan              | İnce  | Lead |       |      |      |     |
| ----------------- | ------------------ | -------- | -------------------- | ----- | ---- | ----- | ---- | ---- | --- |
| Data              | Casa sondaggistica | Campione | 29 May–3 giugno 2018 | SONAR | Lead | 3.000 | 53,7 | 46,3 | 7,4 |
| 17–23 maggio 2018 | REMRES             | 4.276    | 50,2                 | 49,8  | 0,4  |       |      |      |     |
| 6–9 maggio 2018   | REMRES             | 3.653    | 50,3                 | 49,7  | 0,6  |       |      |      |     |
| 24–25 aprile 2018 | Konsensus          | 1.000    | 55,1                 | 44,9  | 10,2 |       |      |      |     |

### Elezioni parlamentari

#### Sistema elettorale
Il sistema elettorale usato per il rinnovo del parlamento è di tipo proporzionale.
Il territorio turco è diviso in 87 distretti elettorale coincidenti con le 81 province turche, a parte per le province di Istanbul e Ankara, divise in 3 distretti ciascuna, e quelle di Smirne e Bursa, divise in 2 distretti ciascuna.
Accedono alla ripartizione dei seggi tutte le liste che hanno ottenuto almeno il 10% dei voti a livello nazionale o sono in coalizione con almeno una lista che abbia ottenuto il 10% (la possibilità di formare coalizioni è una novità introdotta dalla riforma costituzionale del 2017).
La ripartizione dei seggi avviene a livello distrettuale utilizzando il metodo d'Hont, ogni distretto elegge un numero di seggi in proporzione alla popolazione.
Il numero di seggi che ogni distretto elegge è riportato nella tabella sottostante.
| Distretti      | Distretti      | Seggi |
| -------------- | -------------- | ----- |
| Adana          | Adana          | 15    |
| Adıyaman       | Adıyaman       | 5     |
| Afyonkarahisar | Afyonkarahisar | 6     |
| Ağrı           | Ağrı           | 4     |
| Aksaray        | Aksaray        | 4     |
| Amasya         | Amasya         | 3     |
| Ankara         | Ankara         | 36    |
|                | Ankara (I)     | 13    |
|                | Ankara (II)    | 11    |
|                | Ankara (III)   | 12    |
| Antalya        | Antalya        | 16    |
| Ardahan        | Ardahan        | 2     |
| Artvin         | Artvin         | 2     |
| Aydın          | Aydın          | 8     |

| Distretti | Distretti  | Seggi |
| --------- | ---------- | ----- |
| Balıkesir | Balıkesir  | 9     |
| Bartın    | Bartın     | 2     |
| Batman    | Batman     | 5     |
| Bayburt   | Bayburt    | 1     |
| Bilecik   | Bilecik    | 2     |
| Bingöl    | Bingöl     | 3     |
| Bitlis    | Bitlis     | 3     |
| Bolu      | Bolu       | 3     |
| Burdur    | Burdur     | 3     |
| Bursa     | Bursa      | 20    |
|           | Bursa (I)  | 10    |
|           | Bursa (II) | 10    |
| Çanakkale | Çanakkale  | 4     |
| Çankırı   | Çankırı    | 2     |

| Distretti  | Distretti  | Seggi |
| ---------- | ---------- | ----- |
| Çorum      | Çorum      | 4     |
| Denizli    | Denizli    | 8     |
| Diyarbakır | Diyarbakır | 12    |
| Düzce      | Düzce      | 3     |
| Edirne     | Edirne     | 4     |
| Elâzığ     | Elâzığ     | 5     |
| Erzincan   | Erzincan   | 2     |
| Erzurum    | Erzurum    | 6     |
| Eskişehir  | Eskişehir  | 7     |
| Gaziantep  | Gaziantep  | 14    |
| Giresun    | Giresun    | 4     |
| Gümüşhane  | Gümüşhane  | 2     |
| Hakkâri    | Hakkâri    | 3     |
| Hatay      | Hatay      | 11    |

| Distretti     | Distretti      | Seggi |
| ------------- | -------------- | ----- |
| Iğdır         | Iğdır          | 2     |
| Isparta       | Isparta        | 4     |
| Istanbul      | Istanbul       | 98    |
|               | Istanbul (I)   | 35    |
|               | Istanbul (II)  | 28    |
|               | Istanbul (III) | 35    |
| Smirne        | Smirne         | 28    |
|               | Smirne (I)     | 14    |
|               | Smirne (II)    | 14    |
| Kahramanmaraş | Kahramanmaraş  | 8     |
| Kars          | Kars           | 3     |
| Kastamonu     | Kastamonu      | 3     |
| Karabük       | Karabük        | 3     |

| Distretti  | Distretti  | Seggi |
| ---------- | ---------- | ----- |
| Karaman    | Karaman    | 3     |
| Kayseri    | Kayseri    | 10    |
| Kilis      | Kilis      | 2     |
| Kırklareli | Kırklareli | 3     |
| Kırıkkale  | Kırıkkale  | 3     |
| Kırşehir   | Kırşehir   | 2     |
| Kocaeli    | Kocaeli    | 13    |
| Konya      | Konya      | 15    |
| Kütahya    | Kütahya    | 5     |
| Malatya    | Malatya    | 6     |
| Manisa     | Manisa     | 10    |
| Mardin     | Mardin     | 6     |
| Mersin     | Mersin     | 13    |

| Distretti | Distretti | Seggi |
| --------- | --------- | ----- |
| Muğla     | Muğla     | 7     |
| Muş       | Muş       | 4     |
| Nevşehir  | Nevşehir  | 3     |
| Niğde     | Niğde     | 3     |
| Ordu      | Ordu      | 6     |
| Osmaniye  | Osmaniye  | 4     |
| Rize      | Rize      | 3     |
| Sakarya   | Sakarya   | 7     |
| Samsun    | Samsun    | 9     |
| Siirt     | Siirt     | 3     |
| Sinop     | Sinop     | 2     |
| Sivas     | Sivas     | 5     |
| Şanlıurfa | Şanlıurfa | 14    |

| Distretti  | Distretti  | Seggi |
| ---------- | ---------- | ----- |
| Şırnak     | Şırnak     | 4     |
| Tekirdağ   | Tekirdağ   | 7     |
| Tokat      | Tokat      | 5     |
| Trebisonda | Trebisonda | 6     |
| Tunceli    | Tunceli    | 2     |
| Uşak       | Uşak       | 3     |
| Van        | Van        | 8     |
| Yalova     | Yalova     | 3     |
| Yozgat     | Yozgat     | 4     |
| Zonguldak  | Zonguldak  | 5     |
| Totale     | Totale     | 600   |

#### Forze politiche
| n° lista | Coalizione | Coalizione          | Partiti | Partiti                                                       | Partiti                                                             | Ideologia                | Collocamento        | Leader                      |
| -------- | ---------- | ------------------- | ------- | ------------------------------------------------------------- | ------------------------------------------------------------------- | ------------------------ | ------------------- | --------------------------- |
| 1        |            | Alleanza del Popolo |         | AKP                                                           | Partito della Giustizia e dello Sviluppo Adalet ve Kalkınma Partisi | Conservatorismo sociale  | Destra              | Recep Tayyip Erdoğan        |
| 2        |            | Alleanza del Popolo | MHP     | Partito del Movimento Nazionalista Milliyetçi Hareket Partisi | Nazionalismo turco                                                  | Estrema destra           | Devlet Bahçeli      |                             |
|          |            |                     |         |                                                               |                                                                     |                          |                     |                             |
| 3        | Nessuna    | Nessuna             |         | HÜDAPAR                                                       | Partito della Libera Causa Hür Dava Partisi                         | Panislamismo             | Destra              | Mehmet Yavuz                |
| 4        | Nessuna    | Nessuna             |         | VP                                                            | Partito Patriottico Vatan Partisi                                   | Nazionalismo di sinistra | Estrema sinistra    | Doğu Perinçek               |
| 5        | Nessuna    | Nessuna             |         | HDP                                                           | Partito Democratico dei Popoli Halkların Demokratik Partisi         | Socialismo democratico   | Sinistra            | Pervin Buldan Sezai Temelli |
|          |            |                     |         |                                                               |                                                                     |                          |                     |                             |
| 6        |            | Alleanza Nazionale  |         | CHP                                                           | Partito Popolare Repubblicano Cumhuriyet Halk Partisi               | Socialdemocrazia         | Centro-Sinistra     | Kemal Kılıçdaroğlu          |
| 7        |            | Alleanza Nazionale  | SP      | Partito della Felicità Saadet Partisi                         | Democrazia islamica                                                 | Destra                   | Temel Karamollaoğlu |                             |
| 8        |            | Alleanza Nazionale  | İYİ     | Buon Partito İyi Parti                                        | Conservatorismo liberale                                            | Centro-Destra            | Meral Akşener       |                             |

## Risultati

### Elezioni presidenziali
| Recep Tayyip Erdoğan | Partito della Giustizia e dello Sviluppo | 26 330 823 | 52,59 |  |  |  |  |  |
| Muharrem İnce        | Partito Popolare Repubblicano            | 15 340 321 | 30,64 |  |  |  |  |  |
| Selahattin Demirtaş  | Partito Democratico dei Popoli           | 4 205 794  | 8,40  |  |  |  |  |  |
| Meral Akşener        | Buon Partito                             | 3 649 030  | 7,29  |  |  |  |  |  |
| Temel Karamollaoğlu  | Partito della Felicità                   | 443 704    | 0,89  |  |  |  |  |  |
| Doğu Perinçek        | Partito Patriottico                      | 98 955     | 0,20  |  |  |  |  |  |
| Totale               | Totale                                   | 50 068 627 | 100   |  |  |  |  |  |
|                      |                                          |            |       |  |  |  |  |  |
| Voti non validi      | Voti non validi                          | 1 129 332  | 2,21  |  |  |  |  |  |
| Votanti              | Votanti                                  | 51 197 959 | 86,24 |  |  |  |  |  |
| Elettori             | Elettori                                 | 59 367 469 |       |  |  |  |  |  |

### Elezioni parlamentari
| Liste                                          | Voti       | %     | Seggi |
| ---------------------------------------------- | ---------- | ----- | ----- |
| Partito della Giustizia e dello Sviluppo (AKP) | 21 335 579 | 42,56 | 295   |
| Partito del Movimento Nazionalista (MHP)       | 5 564 517  | 11,10 | 49    |
| Alleanza del Popolo                            | 26 900 096 | 53,66 | 344   |
| Partito Popolare Repubblicano (CHP)            | 11 348 899 | 22,64 | 146   |
| Buon Partito (İyi)                             | 4 990 710  | 9,96  | 43    |
| Partito della Felicità (SP)                    | 673 731    | 1,34  | –     |
| Alleanza Nazionale                             | 17 013 340 | 33,94 | 189   |
| Partito Democratico dei Popoli (HDP)           | 5 866 309  | 11,70 | 67    |
| Partito della Libera Causa (HUDAPAR)           | 157 612    | 0,31  | –     |
| Partito Patriottico (VP)                       | 117 779    | 0,23  | –     |
| Altri                                          | 75 283     | 0,15  | –     |
| Totale                                         | 50 130 419 | 100   | 600   |

| Riepilogo dei seggi (+/- elezioni 2015) | Riepilogo dei seggi (+/- elezioni 2015) | Riepilogo dei seggi (+/- elezioni 2015) | Riepilogo dei seggi (+/- elezioni 2015) | Riepilogo dei seggi (+/- elezioni 2015) | Riepilogo dei seggi (+/- elezioni 2015) | Riepilogo dei seggi (+/- elezioni 2015) |
| --------------------------------------- | --------------------------------------- | --------------------------------------- | --------------------------------------- | --------------------------------------- | --------------------------------------- | --------------------------------------- |
|                                         |                                         |                                         |                                         |                                         |                                         |                                         |
| CHP                                     | 146                                     | ▲ 12                                    |                                         | İyi                                     | 43                                      | Nuovo                                   |
| HDP                                     | 67                                      | ▲ 8                                     |                                         | MHP                                     | 49                                      | ▲ 9                                     |
| AKP                                     | 295                                     | ▼ 22                                    |                                         |                                         |                                         |                                         |